# Elizabeth Banks
Elizabeth Banks (tên khai sinh: Elizabeth Irene Mitchell; sinh ngày 10 tháng 2 năm 1974) là một nữ diễn viên và nhà sản xuất người Mỹ trở nên nổi tiếng trong những năm 2000. Cô xuất hiện trong các phim The 40-Year-Old Virgin, Zack And Miri Make A Porno, Role Models và đặc biệt là Spider-Man.

## Tuổi thơ & Học vấn
Banks được sinh ra tại Pittsfield, Bang Massachusetts, người lớn tuổi nhất của bốn đứa con của Ann (nhũ danh Wallace) và Mark P. Mitchell. Cha của cô làm công nhân trong nhà máy sản xuất General Electric và mẹ cô làm việc trong một ngân hàng.
Thời niên thiếu, cô chơi các môn thể thao như bóng chày và cưỡi ngựa. Cô đã tham gia một giải đấu nhỏ và bị chấn thương ở chân khi bị trượt ngã. Sau thời gian đó, cô đã thử các vở kịch của trường mà đầu tiên là diễn xuất. Cô tốt nghiệp trường Trung học Pittsfield vào năm 1992, và là thành viên của Massachusetts Junior Classical League. Cô đã tham dự Đại học của Bang Pennsylvania, nơi cô là một thành viên của Hội sinh viên Delta Delta Delta. Banks đã được chứng chỉ magna cum laude trong năm 1996. Trong năm 1998, cô hoàn thành khóa học tại Nhà hát American Conservatory và giành được một MFA (Thạc sĩ Mỹ thuật).

## Sự nghiệp
Banks đã đổi tên của mình để tránh nhầm lẫn với nữ diễn viên Elizabeth Mitchell. Năm 1998, cô ra mắt phim tự mình sản xuất Surrender Dorothy, lấy tên nghệ danh Elizabeth Casey, xuất hiện trong các bộ phim khác nhau trong bảy năm tiếp theo trước khi nổi tiếng hơn qua bộ phim hài 40-Year-Old Virgin năm 2005.
Trong tháng 8 năm 2005, tại Nhà hát Williamstown Festival, Banks đóng vai chính Cherie trong William Inge's Bus Stop, cô gái tóc vàng khêu gợi, ca sĩ hộp đêm đầy tham vọng. Jeffrey Borak đã viết rằng vai diễn của Banks đã thể hiện "với tư thế đĩnh đạc, rõ nét và khôn khéo để nhập vai có cá tính phức tạp như Cherie. Diễn xuất của cô rất hài hòa, phong cách..." Năm 2005, cô xuất hiện trong phim Stella, và tháng 5 năm 2006, cô đã có một vai trò trong mùa cuối năm của Scrubs sitcom NBC vai Tiến sĩ Kim Briggs, người yêu của JD (Zach Braff). Các nhân vật xuất hiện trong suốt mùa sáu, bảy và tám như một ngôi sao khách mời định kỳ.
Trong năm 2006, Banks đã xuất hiện trong các bộ phim truyền hình bóng đá Mỹ Invincible, trong đó cô đóng vai người yêu của Mark Wahlberg. Sau đó, cô và ngôi sao Wahlberg được đề cử cho "Best Kiss" giải thưởng tại MTV Movie Award. Cũng trong năm đó, cô hạ cánh vai trò diễn viên chính trong bộ phim Slither bộ phim hài kinh dị.
Năm 2007, cô đóng vai nữ chính trong bộ phim hài Meet Bill, cùng với Aaron Eckhart và Jessica Alba. Cũng trong năm đó, Banks đã có một vai diễn nhỏ trong bộ phim hài Giáng sinh Fred Claus, đồng diễn viên Vince Vaughn và Paul Giamatti. Năm 2008, cô đóng vai một người yêu trong bộ phim hài Definitely, Maybe, cùng với Isla Fisher và Ryan Reynolds, đóng chung với Seth Rogen như vai nữ chính cùng tên Kevin Smith trong phim hài Zack và Miri Make a Porno, và đóng vai đệ nhất phu nhân Hoa Kỳ Laura Bush trong W., bộ phim về tiểu sử George W. Bush của Oliver Stone.

## Các phim đã tham gia

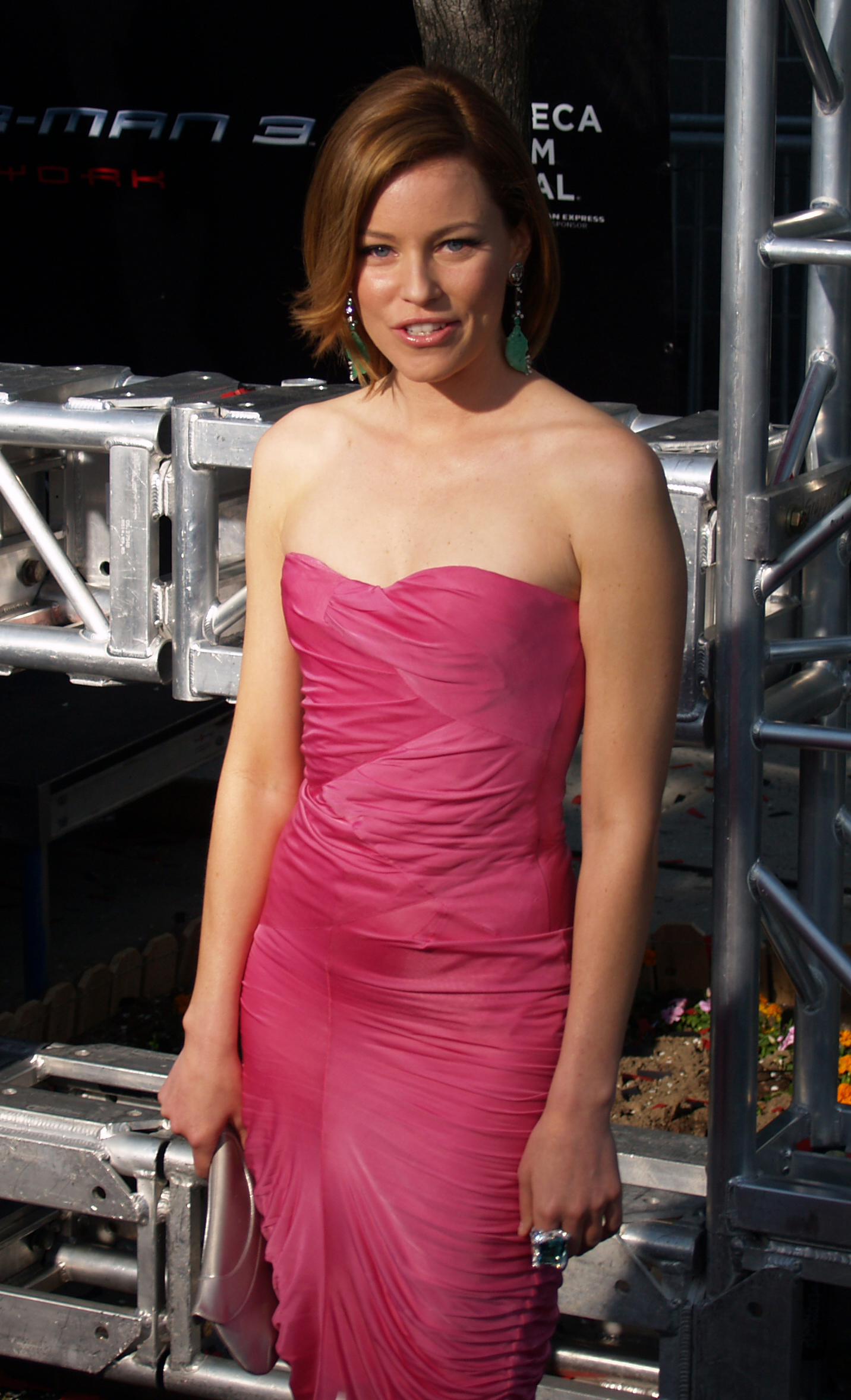
Elizabeth Banks trong buổi ra mắt Spider-Man 3 năm 2007

### Phim
| Năm  | Tên phim                              | Vai diễn                      | Ghi chú |
| ---- | ------------------------------------- | ----------------------------- | --- |
| 1998 | Surrender Dorothy                     | Vicki                         | Dùng tên Elizabeth Casey                                                                                         |
| 1999 | Uninvited                             | Lady Reporter                 | Dùng tên Elizabeth Maresal Mitchell                                                                              |
| 2000 | Shaft                                 | Bạn của Trey                  | Dùng tên Elizabeth Maresal Mitchell                                                                              |
| 2001 | Wet Hot American Summer               | Lindsay                       | |
| 2001 | Ordinary Sinner                       | Rachel                        | |
| 2002 | Spider-Man                            | Betty Brant                   | |
| 2002 | Swept Away                            | Debi                          | |
| 2002 | Catch Me If You Can                   | Lucy Forrest                  | |
| 2002 | Stella Shorts 1998-2002               | Người phụ nữ ở phòng tập Yoga | Phim ngắn; phát hành DVD trực tiếp                                                                               |
| 2003 | The Trade                             | Sioux Sever                   | |
| 2003 | Seabiscuit                            | Marcela Howard                | Được đề cử vai diễn xuất sắc Screen Actors Guild Award for Outstanding Performance by a Cast in a Motion Picture |
| 2004 | Spider-Man 2                          | Betty Brant                   | |
| 2005 | Heights                               | Isabel                        | |
| 2005 | Sexual Life                           | Sarah                         | |
| 2005 | The Sisters                           | Nancy Pecket                  | |
| 2005 | The Baxter                            | Caroline Swann                | |
| 2005 | The 40-Year-Old Virgin                | Beth                          | |
| 2005 | Daltry Calhoun                        | May                           | |
| 2006 | Slither                               | Starla Grant                  | |
| 2006 | Invincible                            | Janet Cantrell                | Được đề cử giải MTV Movie Award for Best Kiss (Shared with Mark Wahlberg)                                        |
| 2007 | Spider-Man 3                          | Betty Brant                   | |
| 2007 | Meet Bill                             | Jess                          | |
| 2007 | Fred Claus                            | Charlene                      | |
| 2008 | Definitely, Maybe                     | Emily Jones                   | |
| 2008 | Meet Dave                             | Gina Morrison                 | |
| 2008 | Lovely, Still                         | Alex                          | |
| 2008 | Zack and Miri Make a Porno            | Miriam "Miri" Linky           | |
| 2008 | W.                                    | Laura Bush                    | Được đề cử giải Detroit Film Critics Society Award for Best Supporting Actress                                   |
| 2008 | Role Models                           | Beth Jones                    | |
| 2009 | Big Breaks                            | Starlet                       | Phim ngắn |
| 2009 | The Uninvited                         | Rachel Summers                | |
| 2009 | Surrogates                            | N/A                           | Chỉ điều hành sản xuất                                                                                           |
| 2010 | The Next Three Days                   | Lara Brennan                  | |
| 2011 | The Details                           | Nealy Lang                    | |
| 2011 | Just a Little Heart Attack            | Woman                         | Phim ngắn; đồng đạo diễn                                                                                         |
| 2011 | Our Idiot Brother                     | Miranda Rochlin               | |
| 2012 | Man on a Ledge                        | Lydia Mercer                  | |
| 2012 | The Hunger Games                      | Effie Trinket                 | Đoạt giải MTV Movie Award for Best Transformation Được đề cử giải Teen Choice Awards Scene Stealer: Female       |
| 2012 | What to Expect When You're Expecting  | Wendy Cooper                  | |
| 2012 | People like Us                        | Frankie Davis                 | |
| 2012 | Pitch Perfect                         | Gail                          | Đồng nhà sản xuất                                                                                                |
| 2013 | Movie 43                              | Amy                           | Đồng đạo diễn |
| 2013 | The Hunger Games: Catching Fire       | Effie Trinket                 | |
| 2013 | Face in the Crowd                     | Face                          | Phim ngắn |
| 2014 | Little Accidents                      | Diane Doyle                   | |
| 2014 | Walk of Shame                         | Meghan Miles                  | |
| 2014 | The Lego Movie                        | Lucy / Wyldstyle              | Lồng tiếng |
| 2014 | Every Secret Thing                    | Thám tử Nancy Porter          | |
| 2014 | Love & Mercy                          | Melinda Ledbetter             | |
| 2014 | Trò chơi sinh tử: Mockingjay – Phần 1 | Effie Trinket                 | |
| 2015 | Sự nổi loạn hoàn hảo 2                | Gail                          | Đồng đạo diễn và nhà sản xuất                                                                                    |
| 2015 | Magic Mike XXL                        | Paris                         | |
| 2015 | Trò chơi sinh tử: Mockingjay – Phần 2 | Effie Trinket                 | |
| 2015 | Uber for Jen                          | Jen                           | Phim ngắn |
| 2017 | Asteroids!                            | Cheez                         | Lồng tiếng; phim ngắn                                                                                            |
| 2017 | Power Rangers                         | Rita Reprulsa                 | |
| 2017 | Sự nổi loạn hoàn hảo 3                | Gail                          | Đồng nhà sản xuất                                                                                                |
| 2017 | The Most Hated Woman in America       | N/A                           | Chỉ nhà sản xuất                                                                                                 |
| 2017 | Yours Sincerely, Lois Weber           | N/A                           | Chỉ điều hành sản xuất; phim tài liệu ngắn                                                                       |
| 2018 | The Happytime Murders                 | Jenny Peterson                | |
| 2019 | The Lego Movie 2: The Second Part     | Lucy / Wyldstyle              | Lồng tiếng |
| 2019 | Brightburn                            | Tori Breyer                   | |
| 2019 | Những thiên thần của Charlie          | Rebekah Bosley                | Đồng nhà sản xuất và đạo diễn                                                                                    |
| 2019 | Ru's Angels                           | Rebekah Bosley                | Phim ngắn |
| 2022 | Call Jane                             | Joy                           | |
| 2023 | Cocaine Bear                          | N/A                           | Chỉ đạo diễn và nhà sản xuất; đang trong quá trình sản xuất                                                      |
| 2023 | Nhà vịt di cư                         | Pam                           | Lồng tiếng |
| TBA  | The Beanie Bubble                     | TBA                           | Đang ghi hình |

### Truyền hình
| Năm      | Tên                                        | Vai diễn                             | Ghi chú                                                                                                |
| -------- | ------------------------------------------ | ------------------------------------ | --- |
| 1999     | All My Children                            | Rosalie                              | Tập: "22 November 1999"                                                                                |
| 1999     | Third Watch                                | Elaine Elchisak                      | Tập: "Patterns"; dùng tên Elizabeth Maresal Mitchell                                                   |
| 2000     | Sex and the City                           | Catherine                            | Tập: "Politically Erect"; dùng tên Elizabeth Maresal Mitchell                                          |
| 2001     | Law & Order: Special Victims Unit          | Jaina Tobias Jansen                  | Tập: "Sacrifice"                                                                                       |
| 2002     | Without a Trace                            | Clarissa                             | Tập: "Snatch Back"                                                                                     |
| 2005     | Stella                                     | Tamara                               | Tập: "Meeting Girls"                                                                                   |
| 2006–09  | Scrubs                                     | Dr. Kim Briggs                       | 17 tập                                                                                                 |
| 2007–08  | Wainy Days                                 | Shelly                               | 3 tập                                                                                                  |
| 2007–08  | American Dad!                              | Becky Arangino / Lisa Silver         | Lồng tiếng; 3 tập                                                                                      |
| 2008     | Comanche Moon                              | Maggie Tilton                        | 3 tập                                                                                                  |
| 2009–20  | Modern Family                              | Sal                                  | 7 tập                                                                                                  |
| 2010–12  | 30 Rock                                    | Avery Jessup                         | 15 tập Được đề cử giải Primetime Emmy Award for Outstanding Guest Actress in a Comedy Series (2011–12) |
| 2012     | Family Guy                                 | Pam Fishman                          | Lồng tiếng; tập: "Into Fat Air"                                                                        |
| 2012     | Robot Chicken                              | Mrs. Claus / Shana "Scarlett" O'Hara | Lồng tiếng; tập: "Robot Chicken's ATM Christmas Special"                                               |
| 2012     | Comedy Bang! Bang!                         | Chính cô                             | Tập: "Elizabeth Banks Wears a Red Dress"                                                               |
| 2013     | Timms Valley                               | Beth Billings-Timms                  | Lồng tiếng                                                                                             |
| 2014     | Phineas và Ferb                            | Grulinda                             | Lồng tiếng; tập: "Imperfect Storm"                                                                     |
| 2015     | Resident Advisors                          | Doctor                               | Tập: "Motivational Speaker"; đồng điều hành sản xuất (7 tập)                                           |
| 2015     | Wet Hot American Summer: First Day of Camp | Lindsay                              | 6 tập                                                                                                  |
| 2015     | Moonbeam City                              | Chief Pizzaz Miller                  | Lồng tiếng; 10 tập                                                                                     |
| 2015     | Saturday Night Live                        | Chính cô / MC                        | Tập: "Elizabeth Banks / Disclosure"                                                                    |
| 2017     | Wet Hot American Summer: Ten Years Later   | Lindsay                              | 5 tập                                                                                                  |
| 2017     | Curb Your Enthusiasm                       | Chính cô                             | Tập: "A Disturbance in the Kitchen"                                                                    |
| 2017     | The Trustee                                | N/A                                  | Chỉ điều hành sản xuất                                                                                 |
| 2018     | Project 13                                 | N/A                                  | Chỉ điều hành sản xuất                                                                                 |
| 2019     | Random Acts                                | Vex                                  | Lồng tiếng; tập: "The Phantom Thief"                                                                   |
| 2019–nay | Press Your Luck                            | Chính cô / MC                        | Trò chơi truyền hình; đồng điều hành sản xuất                                                          |
| 2019–21  | Shrill                                     | N/A                                  | Chỉ điều hành sản xuất (22 tập)                                                                        |
| 2020     | Mrs. America                               | Jill Ruckelshaus                     | 9 tập                                                                                                  |
| 2020     | The Red Nose Day Special                   | Chính cô                             | Chương trình truyền hình đặc biệt                                                                      |
| 2020     | COVID Is No Joke                           | Chính cô                             | Chương trình truyền hình đặc biệt                                                                      |
| 2022     | The Boys                                   | Chính cô                             | Tập: "Herogasm"; cameo                                                                                 |
| TBA      | Sự nổi loạn hoàn hảo: Bumper in Berlin     | N/A                                  | Chỉ điều hành sản xuất; sê-ri sắp tới                                                                  |
| TBA      | DC Super Hero High                         | N/A                                  | Chỉ điều hành sản xuất; sê-ri sắp tới                                                                  |